# 银七星滑雪场
银七星滑雪场又稱银七星室內滑雪场，是歷史上位於中國上海市閔行區七莘路的一個室內滑雪場。一度是华东地区最大的室内滑雪场、亚洲第二大室内滑雪场。
银七星滑雪场於2002年开业，2010年（一說2011年）因為虧損關閉。2016年7月，银七星滑雪场一度計劃重開，甚至啟動了改擴建計劃，但重建計劃進行到一半便擱置，最終银七星滑雪场重建未能實現。